# IBM Watsonx
Watsonx és la plataforma comercial generativa d'IA i dades científiques d'IBM basada en núvol. Ofereix un estudi, un magatzem de dades i un conjunt d'eines de govern. Admet diversos models de llenguatge grans (LLM) juntament amb el propi Granite d'IBM.
La plataforma es descriu com una eina d'IA adaptada a les empreses i que es pot personalitzar per a les necessitats dels clients i entrenar-se amb les seves dades confidencials, ja que es diu que IBM no recopila les dades dels clients per a una formació addicional dels seus models. També és capaç d'ajustar-se, un enfocament que fa possible l'entrenament de models prèviament entrenats amb les dades recentment introduïdes.

## Història
Watsonx es va revelar el 9 de maig de 2023 a la conferència anual Think d'IBM com una plataforma que inclou diversos serveis. Igual que l'ordinador Watson AI amb el nom similar, Watsonx va rebre el nom de Thomas J. Watson, fundador i primer CEO d'IBM.
El 13 de febrer de 2024, Anaconda es va associar amb IBM per incrustar els seus paquets Python de codi obert a Watsonx.
Watsonx s'utilitza actualment a l'aplicació Fantasy Football d'ESPN per gestionar el rendiment dels jugadors. També és utilitzat per l'empresa italiana de telecomunicacions Wind Tre. Watsonx es va utilitzar per generar contingut editorial al voltant dels nominats durant la 66a edició dels premis Grammy.

## Serveis

### watsonx.ai
Watsonx.ai és una plataforma que permet als desenvolupadors d'IA aprofitar una àmplia gamma de LLM sota la pròpia sèrie Granite d'IBM i d'altres com el LLaMA-2 de Facebook, el model gratuït i de codi obert Mistral i molts altres presents a la comunitat Hugging Face per a un conjunt divers de tasques de desenvolupament d'IA. Aquests models vénen entrenats prèviament i estan dissenyats per sobresortir en diverses aplicacions de processament del llenguatge natural (NLP), que inclouen la resposta a preguntes, la generació de contingut, el resum, la classificació de textos i l'extracció de dades. La plataforma permet ajustar amb el seu Tuning Studio, permetent que aquests models aprenguin les dades proporcionades pels clients.

### watsonx.data
Watsonx.data és una plataforma dissenyada per ajudar els clients a resoldre problemes relacionats amb el volum de dades, la complexitat, el cost i el govern a mesura que augmenten les seves càrregues de treball d'IA. Aquesta plataforma facilita l'accés a les dades sense problemes, tant si les dades s'emmagatzemen al núvol com a les instal·lacions, a través d'un únic punt d'entrada, oferint un ús senzill per als usuaris que potser no tenen coneixements tècnics. Aquest enfocament prioritza la seguretat i el compliment de les dades.

### watsonx.governance
Watsonx.governance és una plataforma que utilitza les capacitats de governança d'IA d'IBM per donar suport a les organitzacions en la implementació d'una governança integral del cicle de vida d'IA. Això els ajuda a gestionar els riscos i mantenir el compliment de les normatives de la indústria i de l'IA en evolució. La plataforma permet a les organitzacions reduir el biaix de la IA supervisant les seves iniciatives d'IA, aprofitant l'automatització del programari per millorar la mitigació de riscos, el compliment normatiu i les consideracions ètiques.